# Xu Guangjian
Xu Guangjian (* 15. August 1931, Provinz Sichuan, China; † 18. Dezember 2022, Peking) war ein chinesischer Jurist. Er war von 2001 bis 2007 Richter am Internationalen Seegerichtshof.

## Werdegang
Nach seinem Studium an der Qinghua-Universität erwarb Xu 1956 den Magistergrad der Volksuniversität Chinas in Peking. Von 1956 bis 1964 war er Dozent für Völkerrecht an der China Foreign Affairs University, bevor er zum Außenministerium wechselte. Dort war Xu von 1956 bis 1995 in der Rechtsabteilung tätig, unterbrochen nur von einem zweijährigen Aufenthalt in Sydney (1990–1992). Seit 1995 ist er noch als Berater für das Außenministerium tätig, zudem noch Professor an der China Foreign Affairs University.
Xu war Mitglied der Chinese Society of International Law, nahm als Mitglied der chinesischen Delegation an der 3. UN-Seerechtskonferenz teil und vertrat sein Land als Unterhändler bei verschiedenen völkerrechtlichen Streitigkeiten.
Am 16. Mai 2001 wurde Xu Richter am Internationalen Seegerichtshof in Hamburg. Er trat die Nachfolge von Zhao Lihai an. Am 15. August 2007, vier Jahre vor Ablauf seiner Amtszeit, trat Xu aus nicht bekannten Gründen von seinem Amt zurück. Er war damit der erste Richter des Internationalen Seegerichtshofs, der durch Rücktritt aus dem Amt schied.

## Publikationen (Auswahl)
- Commentary on Charter of United Nations. ISBN 978-7544014373. (chinesisch)
- Longman dictionary of international trade, English-Chinese. ISBN 978-9620011559. Zusammen mit Edward G. Hinkelman